# Liligundi
Liligundi is een bestuurslaag in het regentschap Buleleng van de provincie Bali, Indonesië. Liligundi telt 1449 inwoners (volkstelling 2010).